# Vojna a mír (film, 1956)
Vojna a mír (v anglickém originále War and Peace) je americký film společnosti Paramount Pictures režiséra Kinga Vidora z roku 1956 s herci Audrey Hepburnovou, Melem Ferrerem a Henry Fondou v hlavních rolích. Jednalo se o první americký pokus natočit velkofilm na nějaký velkolepý historický námět, v tomto případě se jednalo o 208 minut dlouhou filmovou epopej na námět stejnojmenného románu Vojna a mír Lva Nikolajeviče Tolstého. Film byl nominován na Zlatý glóbus za nejlepší film roku 1956 a získal i tři nominace na Oscara, nikoliv tyto trofeje samotné. Jednu se svých nejslavnějších rolí si ve filmu zahrál uznávaný česko-britský herec Herbert Lom, který zde ztvárnil postavu císaře Napoleona I. Jeho vojenského protivníka generála Kutuzova hrál rakouský herec Oskar Homolka, který měl po svém dědečkovi rovněž české předky.

## Děj
Děj filmu do značné míry vychází z literární předlohy. Vzhledem k omezené stopáži (3 hodiny a 28 minut) byl však autory scénáře daný příběh z více než tisícistránkového románu výrazně zestručněn. Film se zaměřuje pouze na osudy tří hlavních postav, a to knížete Bolkonského, hraběte Pierra Bezuchova a hraběnky Nataši Rostovové, a jejich příbuzných. Přes tyto úpravy byl film mnoha kritiky vysoce ceněn. Přestože se jednalo o americkou produkci, tvůrci získali uznání i v zemích tehdejšího sovětského bloku.

## Obsazení
- Audrey Hepburnová (hraběnka Nataša Rostovová)
- Henry Fonda (hrabě Pierre Bezuchov)
- Mel Ferrer (kníže Andrej Bolkonskij)
- Vittorio Gassman (Anatolij Kuragin)
- Herbert Lom (císař Napoleon Bonaparte)
- Oskar Homolka (generál Michail Illarionovič Kutuzov)
- Anita Ekberg (Helena)
- Helmut Dantine (kapitán Dolochov)
- Tullio Carmanati (princ Vasilij Kuragin)
- Barry Jones (hrabě Rostov)
- Milly Vitale (Líza)
- Lea Seidl (hraběnka Rostovová)
- Anna-Maria Ferrero (princezna Marie Bolkonská)
- Wilfrid Lawson (malý princ, pozdější kníže Bolkonskij)
- May Britt (hraběnka Soňa Rostovová)
- Jeremy Brett (hrabě Nikolaj Rostov)
- John Mills (Platon Karatajev)
- Patrick Crean (Děnisov)
- Sean Barrett (hrabě Petr Rostov)

## Zajímavosti
- Jedná se o jediný dochovaný film, ve kterém Audrey Hepburnová hraje spolu se svým prvním manželem Melem Ferrerem, protože televizní film Mayerling se do dnešních dob nedochoval.
- Prakticky celý film byl natočen v Itálii, a to včetně všech bitevních scén (bitvy u Slavkova a bitvy u Borodina). Tyto scény natáčel druhý režisér Mario Soldati.
- Pro Herberta Loma to byla už druhá filmová příležitost, kdy byl obsazen do role císaře Napoleona. Poprvé to bylo v britském filmu Mladý pan Pitt z roku 1942.
- Film se natáčel v době, kdy Herbert Lom nesměl natáčet s americkými produkcemi v Hollywoodu. Už několik let měl totiž zákaz vstupu na území USA, kde byl podezříván ze sympatií ke komunismu (důsledkem tzv. rudé paniky). Přitom měl zároveň problémy dostat se i do rodného Československa.[2]